# アダルベール (ロレーヌ公)
ロレーヌ公アダルベール（フランス語：Adalbert, duc de Lorraine）または上ロートリンゲン公アダルベルト（ドイツ語：Adalbert, Herzog von Oberlothringen, 1000年 - 1048年11月11日）は、シャトノワ家で最初のロレーヌ公（上ロートリンゲン公）（在位：1047年 - 1048年）。メス伯（メッツ伯）ジェラール4世と妻ギーゼラとの間の息子。

## 生涯
1044年、ロートリンゲン公ゴツェロ1世が死去したが、その長男ゴットフリート3世はゴツェロ1世の遺領のうち上ロートリンゲン公領のみ相続が許され、下ロートリンゲン公領は弟ゴツェロ2世に分割相続されることとなった。これに不満であったゴットフリート3世は、皇帝ハインリヒ3世に対し反乱を起こした。それに対し、ハインリヒ3世は1047年にゴットフリート3世より上ロートリンゲン公位を取り上げ、親族にあたるアダルベールに与え、対ゴットフリートの戦闘を任せた。しかし翌1048年、アダルベールはゴットフリートとの戦いにおいて戦死し、上ロートリンゲン公位は弟ジェラールに与えられた。